# The Inner Mounting Flame
| Recensione              | Giudizio      |
| ----------------------- | ------------- |
| AllMusic                | [ 1 ]         |
| Alltime-Records         | [ 2 ]         |
| Sputnikmusic            | 5.0 (Classic) |
| Dizionario del Pop-Rock | [ 4 ]         |

The Inner Mounting Flame è il primo album discografico della Mahavishnu Orchestra (l'album, per la precisione è a nome The Mahavisnu Orchestra with John McLaughlin), pubblicato dalla casa discografica Columbia Records (per il mercato britannico ed europeo, dalla CBS Records) nel dicembre del 1971.

## Tracce
Tutti i brani sono stati composti da John McLaughlin
Lato A
1. Meeting of the Spirits – 6:50
2. Dawn – 5:15
3. The Noonward Race – 6:27
4. A Lotus on Irish Streams – 5:41

Lato B
1. Vital Transformation – 6:14
2. The Dance of Maya – 7:15
3. You Know You Know – 5:06
4. Awakening – 3:30

## Formazione
- John McLaughlin - chitarra
- Jan Hammer - pianoforte
- Jerry Goodman - violino
- Rick Laird - basso
- Billy Cobham - batteria

Note aggiuntive
- John McLaughlin - produttore
- Registrato il 14 agosto 1971 a New York City, New York (Stati Uniti)[7]
- Don Puluse - ingegnere delle registrazioni
- Ron Cora - design album
- Anthony Hixon - fotografia[8]